# Conca Atchafalaya
La Conca Atchafalaya, o Pantà Atchafalaya, és el pantà més gran dels Estats Units. Situat al centre-sud de Louisiana, és una combinació de pantans i deltes on hi convergeixen el riu Atchafalaya i el golf de Mèxic. La conca d'Atchafalaya és única pel seu sistema de creixement gràcies al delta.

## Característiques geogràfiques

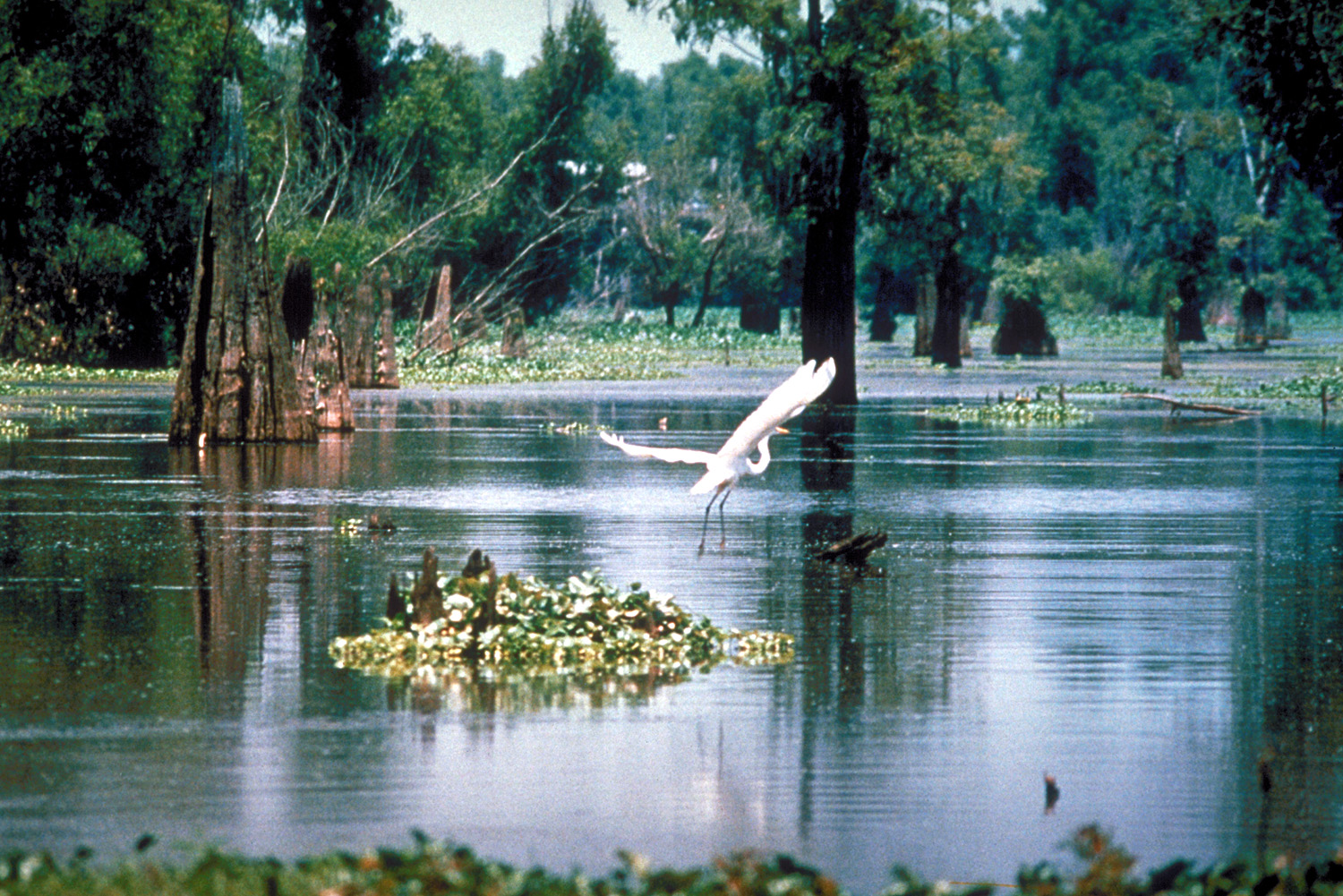
Un pantà en la conca Atchafalaya

La Conca d'Atchafalaya, al voltant de la plana del riu, està plena de bayous, xiprers calbs pantans, i maresmes que augmenten les condicions salobres i posen fi a herbes de pantans en la Spartina, i a prop de la seua confluència amb el Golf de Mèxic. Inclou el Riu Baix Atchafalaya, Llac Wax Outlet, Badia Atchafalaya, Riu Atchafalaya, Pantà Chene, Pantà Boeuf i el canal navegable Black. Mostra mapes i fotografies opinions dels deltes Atchafalaya centrat en29° 26′ 30″ N, 91° 25′ 00″ O / 29.44167°N,91.41667°O.
La conca, que és susceptible de grans inundacions, està escassament habitada. La conca té al voltant de 20 milles (32,18688 km) d'ample (d'est a oest) i 150 milles (241,4016 km) de llarg. Amb 595.000 acres (2.407,8795699 km²), és el pantà natural més gran de la nació, que conté importants superfícies de bosc de fusta noble, pantans, bayous, i llacs d'aigües estancades.
Les poques carreteres que ho creuen passen pels cims dels dics. La Interstate 10, que travessa la conca pels pilars elevats des de Maringouin, Louisiana a Henderson, passa per un pont de 18.2 milles (29290 m) 30° 21′ 50″ N, 91° 38′ 00″ O / 30.36389°N,91.63333°O.
El Refugi Nacional de la Fauna i Flora de Atchafalaya es va crear el 1984 per a millorar les comunitats de plantes en perill d'extinció i disminuir les espècies de la vida silvestre, aus aquàtiques i aus migratòries.

## Cuenca geològica
Geològicament, Atchafalaya ha servit periòdicament com canal principal del riu Mississipi mitjançant el procés del canvi de delta, que ha format l'extensa plana del delta del riu. Des de començaments del segle xx, a causa de les alteracions artificials del canal, el Mississipi ha tractat de canviar el seu canal principal d'Atchafalaya. Per llei, una proporció regulada de l'aigua del Mississipi és desviada a l'Atchafalaya per l'Estructura de Control Old River.
Per a més informació sobre el tema, vegeu Riu Atchafalaya

### Degradació de les zones pantanoses

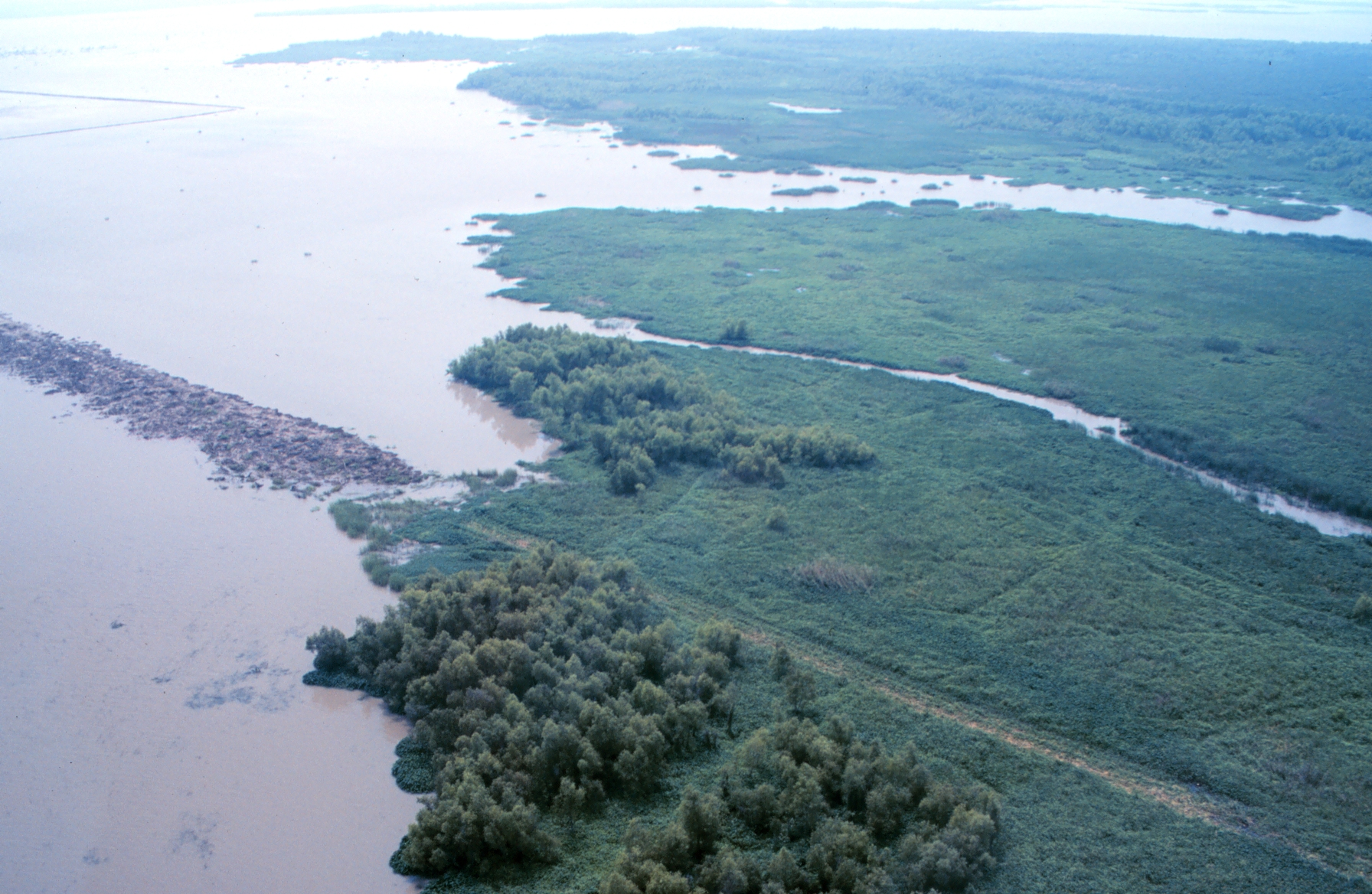
Vista aèria del Projecte de restauració de l'Illa Gran de Mineria al lloc de la badia d'Atchafalaya.

El control de les inundacions del riu, juntament amb les del Mississipi, s'ha convertit en una qüestió polèmica en les darreres dècades. En l'actualitat se sospita que la canalització del riu i la posterior disminució de les taxes de sedimentació s'ha traduït en una greu degradació de les maresmes que envolten els aiguamolls, així com generalitzada de submergint poblats i terres agrícoles del país Bayou. Els EUA Geological Survey (USGS) informa que més de 29 milles quadrades (75 quilòmetres quadrats) de terra es perden al mar cada any.
Les maresmes costaneres constitueixen una zona d'amortiment de la protecció de tota la costa de Louisiana dels efectes dels huracans en el Golf de Mèxic i la dissipació de les seues corresponents tempestats. Els pantans depenen de la reposició de cent dipositat, que ara es va dipositar sobre la vora de la plataforma continental, a causa de l'artificialment canalitzat flux de Mississippi. Des de la dècada de 1950 a el 1970, la indústria petroliera ha dragat profund en els canals dels pantans per tal que puguen passar les barcasses com plataformes de treball. Les vores es degraden a continuació, fins a l'amplada superficial en els canals de l'aiguamoll han resultat.
La desaparició del delta de país és considerat per molts ambientalistes, així com per l'Estat de Louisiana, per ser una de les més importants amenaces ecològiques als Estats Units. La pèrdua de les terres del Delta van ser examinades per l'autor Mike Tidwell en el seu llibre de 2003Bayou Comiat: La riquesa de la vida i tràgica mort de Louisiana Costa del Cajun.